# L’Automobile Distribuidora de Veículos
L’Automobile Distribuidora de Veículos Ltda. war ein brasilianischer Hersteller von Automobilen.

## Unternehmensgeschichte
Claudio Campuzzano und Guillermo Pardo gründeten 1975 das Unternehmen in São Paulo. Sie begannen mit der Entwicklung von Automobilen. Im Juni 1976 wurde das erste Fahrzeug präsentiert. Der Markenname lautete L’Automobile. Im April 1981 wurde Tander Car übernommen. 1983 endete die Produktion. L’Auto Craft Montadora de Veículos übernahm das Projekt und setzte die Produktion unter eigenem Markennamen fort.

## Fahrzeuge
Das erste Modell war die Nachbildung des Alfa Romeo P3 von 1931. Die Basis bildete das Fahrgestell vom VW Brasília. Ein luftgekühlter Vierzylinder-Boxermotor von Volkswagen do Brasil mit 1600 cm³ Hubraum und Doppelvergaser war im Heck montiert und trieb die Hinterräder an.
Die Nachbildung eines Bugatti Type 35 war anfangs ebenfalls geplant.
1978 folgte der Ventura auf gleicher Basis. Dies war ein optisch eigenständiges Coupé mit 2 + 2 Sitzen. Das Fahrzeug war 414 cm lang.
1981 ergänzte ein VW-Buggy das Sortiment, der bisher von Tander Car gefertigt wurde.
Im gleichen Jahr erhielt der Ventura RS einen wassergekühlten Vierzylinder-Reihenmotor vom VW Passat mit 1600 cm³ Hubraum.